# 2026-os labdarúgó-világbajnokság-selejtező (CONCACAF – 2. forduló)
A 2026-os labdarúgó-világbajnokság észak- és közép-amerikai selejtezőjének 2. fordulóját 2024 júniusában és 2025 júniusában játszották.

## Formátum
A rendező jogán Kanada, Mexikó és az Egyesült Államok automatikusan részt vesz a világbajnokságon, ezért nem játszottak selejtezőt. A 2. fordulóban 30 csapat vett részt. A 2023 decemberi FIFA-világranglista alapján az 1–28. helyen rangsorolt csapatok és az első forduló két győztese. A csapatokat 6 darab ötcsapatos csoportba osztották, ahol egyszeri körmérkőzéseket játszottak (kettőt pályaválasztóként, kettőt idegenben). A csoportok első két helyezettje továbbjutott a harmadik fordulóba.

## Kiemelés
A kiemelés a 2023 decemberi FIFA-világranglista történt. A sorsolást 2024. január 25-én tartották Zürichben.
| 1. kalap | 2. kalap | 3. kalap |
| --- | --- | --- |
| 1. Panama (41.) 2. Costa Rica (52.) 3. Jamaica (55.) 4. Honduras (76.) 5. Salvador (78.) 6. Haiti (89.)                                                  | 1. Curaçao (90.) 2. Trinidad és Tobago (96.) 3. Guatemala (108.) 4. Nicaragua (134.) 5. Antigua és Barbuda (142.) 6. Suriname (143.)   | 1. Saint Kitts és Nevis (147.) 2. Dominikai Köztársaság (151.) 3. Guyana (157.) 4. Puerto Rico (160.) 5. Saint Lucia (167.) 6. Kuba (169.) |
| 4. kalap | 5. kalap | |
| 1. Bermuda (171.) 2. Saint Vincent és a Grenadine-szigetek (173.) 3. Grenada (174.) 4. Montserrat (176.) 5. Barbados (178.) 6. Dominikai Közösség (180.) | 1. Belize (182.) 2. Aruba (193.) 3. Kajmán-szigetek (197.) 4. Bahama-szigetek (202.) 5. Brit Virgin-szigetek (207.) 6. Anguilla (209.) | |

1. 1 2  Az első forduló két továbbjutója ismeretlen volt a sorsolás időpontjában.

## Naptár
A mérkőzéseket 2024. június 5. és 11. között, valamint 2025. június 4. és 10. között játszották.
| Mérkőzés | Dátum            |
| -------- | ---------------- |
| 2–4      | 2024. június 5.  |
| 1–3      | 2024. június 6.  |
| 5–2      | 2024. június 8.  |
| 4–1      | 2024. június 9.  |
| 3–5      | 2024. június 11. |
| 4–5      | 2025. június 4.  |
| 2–3      | 2025. június 6.  |
| 5–1      | 2025. június 7.  |
| 3–4      | 2025. június 10. |
| 1–2      | 2025. június 10. |

## Csoportok

### A csoport
| Hely. | Csapat             | M | Gy | D | V | G+ | G– | Gk  | P  | Továbbjutás                 |     | Honduras | Bermuda | Kuba | Kajmán-szigetek | Antigua és Barbuda |
| ----- | ------------------ | - | -- | - | - | -- | -- | --- | -- | --------------------------- | --- | -------- | ------- | ---- | --------------- | ------------------ |
| 1.    | Honduras           | 4 | 4  | 0 | 0 | 12 | 2  | +10 | 12 | Továbbjutott a 3. fordulóba |     | —        | —       | 3–1  | —               | 2–0                |
| 2.    | Bermuda            | 4 | 2  | 1 | 1 | 9  | 8  | +1  | 7  | Továbbjutott a 3. fordulóba |     | 1–6      | —       | —    | 5–0             | —                  |
| 3.    | Kuba               | 4 | 2  | 0 | 2 | 6  | 5  | +1  | 6  |                             |     | —        | 1–2     | —    | 3–0             | —                  |
| 4.    | Kajmán-szigetek    | 4 | 1  | 0 | 3 | 1  | 9  | −8  | 3  |                             | 0–1 | —        | —       | —    | 1–0             |                    |
| 5.    | Antigua és Barbuda | 4 | 0  | 1 | 3 | 1  | 5  | −4  | 1  |                             | —   | 1–1      | 0–1     | —    | —               |                    |

1. ↑  A Kuba–Kajmán-szigetek mérkőzést a FIFA 3-0-s eredménnyel Kuba javára írta a kajmán-szigeteki csapat vízumproblémái miatt.[5]

| 2024. június 5. 15:00 (UTC−4) |

| Antigua és Barbuda | 1–1               | Bermuda  |
| ------------------ | ----------------- | -------- |
| Deterville 26'     | (1–0) Jegyzőkönyv | Ming 90' |

| ABFA Technical Centre, Piggotts Nézőszám: 404 Játékvezető: Adonis Carrasco (Dominikai Köztársasági) |

| 2024. június 6. 18:30 (UTC−6) |

| Honduras                                | 3–1               | Kuba      |
| --------------------------------------- | ----------------- | --------- |
| Lozano 26' Rodríguez 45+2' Castillo 82' | (2–1) Jegyzőkönyv | Reyes 23' |

| Estadio Nacional Chelato Uclés, Tegucigalpa Nézőszám: 10 111 Játékvezető: Juan Calderón (Costa Rica-i) |

| 2024. június 8. 21:00 (UTC−5) |

| Kajmán-szigetek | 1–0               | Antigua és Barbuda |
| --------------- | ----------------- | ------------------ |
| Campbell 90+1'  | (0–0) Jegyzőkönyv |                    |

| Truman Bodden Sports Complex, George Town Nézőszám: 453 Játékvezető: Pierre-Luc Lauzière (kanadai) |

| 2024. június 9. 20:00 (UTC–3) |

| Bermuda     | 1–6               | Honduras                                                           |
| ----------- | ----------------- | ------------------------------------------------------------------ |
| Lewis 45+4' | (1–1) Jegyzőkönyv | Arriaga 15' Ruiz 49' Rodríguez 53' Vega 57' Najar 62' Róchez 90+1' |

| Bermuda National Stadium, Devonshire Parish Nézőszám: 1021 Játékvezető: Karen Hernández Andrade (mexikói) |

| 2024. június 11. 15:30 (UTC–4) |

| Kuba | 3–0 (megállapított) | Kajmán-szigetek |
| ---- | ------------------- | --------------- |
|      | Jegyzőkönyv         |                 |

| Estadio Antonio Maceo, Santiago de Cuba |

| 2025. június 4. 20:00 (UTC–3) |

| Bermuda                                                           | 5–0               | Kajmán-szigetek |
| ----------------------------------------------------------------- | ----------------- | --------------- |
| Lewis 12' (11-esből) Parfitt 54' Hall 64' Lambe 79' Carpenter 84' | (1–0) Jegyzőkönyv |                 |

| Bermuda National Stadium, Devonshire Parish Játékvezető: Rubiel Vazquez (amerikai) |

| 2025. június 6. 15:00 (UTC–4) |

| Antigua és Barbuda | 0–1               | Kuba        |
| ------------------ | ----------------- | ----------- |
|                    | (0–1) Jegyzőkönyv | Bravo 45+8' |

| ABFA Technical Centre, Piggotts Nézőszám: 428 Játékvezető: Kwinsi Williams (Trinidad és Tobagó-i) |

| 2025. június 7. 15:00 (UTC–5) |

| Kajmán-szigetek | 0–1               | Honduras             |
| --------------- | ----------------- | -------------------- |
|                 | (0–0) Jegyzőkönyv | Robinson 86' (öngól) |

| Truman Bodden Sports Complex, George Town Játékvezető: Adonis Carrasco (Dominikai köztársasági) |

| 2025. június 10. 16:00 (UTC–4) |

| Kuba        | 1–2               | Bermuda              |
| ----------- | ----------------- | -------------------- |
| Aguirre 58' | (0–1) Jegyzőkönyv | Parfitt 6' Lambe 74' |

| Estadio Antonio Maceo, Santiago de Cuba Nézőszám: 3600 Játékvezető: Oliver Vergara (panamai) |

| 2025. június 10. 20:00 (UTC–6) |

| Honduras            | 2–0               | Antigua és Barbuda |
| ------------------- | ----------------- | ------------------ |
| Montes 49' Vega 80' | (0–0) Jegyzőkönyv |                    |

| Estadio Nacional Chelato Uclés, Tegucigalpa Nézőszám: 7905 Játékvezető: Waldir García (salvadori) |

### B csoport
| Hely. | Csapat               | M | Gy | D | V | G+ | G– | Gk  | P  | Továbbjutás                 |     | Costa Rica | Trinidad és Tobago | Grenada | Saint Kitts és Nevis | Bahama-szigetek |
| ----- | -------------------- | - | -- | - | - | -- | -- | --- | -- | --------------------------- | --- | ---------- | ------------------ | ------- | -------------------- | --------------- |
| 1.    | Costa Rica           | 4 | 4  | 0 | 0 | 17 | 1  | +16 | 12 | Továbbjutott a 3. fordulóba |     | —          | 2–1                | —       | 4–0                  | —               |
| 2.    | Trinidad és Tobago   | 4 | 2  | 1 | 1 | 16 | 7  | +9  | 7  | Továbbjutott a 3. fordulóba |     | —          | —                  | 2–2     | 6–2                  | —               |
| 3.    | Grenada              | 4 | 2  | 1 | 1 | 11 | 7  | +4  | 7  |                             |     | 0–3        | —                  | —       | —                    | 6–0             |
| 4.    | Saint Kitts és Nevis | 4 | 1  | 0 | 3 | 5  | 13 | −8  | 3  |                             | —   | —          | 2–3                | —       | 1–0                  |                 |
| 5.    | Bahama-szigetek      | 4 | 0  | 0 | 4 | 1  | 22 | −21 | 0  |                             | 0–8 | 1–7        | —                  | —       | —                    |                 |

| 2024. június 5. 19:30 (UTC−4) |

| Trinidad és Tobago   | 2–2               | Grenada                      |
| -------------------- | ----------------- | ---------------------------- |
| Telfer 43' Moore 74' | (1–2) Jegyzőkönyv | Hippolyte 24' (11-esből) 28' |

| Hasely Crawford Stadium, Port of Spain Játékvezető: Mario Escobar (guatemalai) |

| 2024. június 6. 20:30 (UTC−6) |

| Costa Rica                         | 4–0               | Saint Kitts és Nevis |
| ---------------------------------- | ----------------- | -------------------- |
| Galo 40' 50' Alcócer 83' Rojas 84' | (1–0) Jegyzőkönyv |                      |

| Estadio Nacional de Costa Rica, San José Nézőszám: 5150 Játékvezető: Julio Luna (guatemalai) |

| 2024. június 8. 17:30 (UTC−4) |

| Bahama-szigetek | 1–7               | Trinidad és Tobago                                                      |
| --------------- | ----------------- | ----------------------------------------------------------------------- |
| Julmis 86'      | (0–4) Jegyzőkönyv | Shaw 6' 66' Jones 14' (11-esből) Muckette 43' 45+1' Moore 56' James 84' |

| SKNFA Technical Center, Basseterre (Saint Kitts és Nevis) Nézőszám: 165 Játékvezető: Marco Antonio Ortíz Nava (mexikói) |

| 2024. június 9. 17:00 (UTC−4) |

| Grenada | 0–3               | Costa Rica                      |
| ------- | ----------------- | ------------------------------- |
|         | (0–2) Jegyzőkönyv | Ugalde 9' Zamora 34' Taylor 70' |

| Kirani James Athletic Stadium, St. George’s Nézőszám: 2780 Játékvezető: Steffon Dewar (jamaicai) |

| 2024. június 11. 16:00 (UTC−4) |

| Saint Kitts és Nevis | 1–0               | Bahama-szigetek |
| -------------------- | ----------------- | --------------- |
| Bristow 12'          | (1–0) Jegyzőkönyv |                 |

| Warner Park, Basseterre Nézőszám: 539 Játékvezető: Walter López (guatemalai) |

| 2025. június 4. 19:00 (UTC–4) |

| Grenada                                                              | 6–0               | Bahama-szigetek |
| -------------------------------------------------------------------- | ----------------- | --------------- |
| Francis 15' Johnson 36' Francois 58' Isaac 72' Harrack 77' Lewis 90' | (2–0) Jegyzőkönyv |                 |

| Kirani James Athletic Stadium, St. George’s Nézőszám: 2235 Játékvezető: Shavin Greene (guyanai) |

| 2025. június 6. 19:30 (UTC–4) |

| Trinidad és Tobago                                                  | 6–2               | Saint Kitts és Nevis   |
| ------------------------------------------------------------------- | ----------------- | ---------------------- |
| García 9' Sealy 29' 66' Molino 48' (11-esből) Fortune 85' James 89' | (2–2) Jegyzőkönyv | Amory 27' Williams 45' |

| Hasely Crawford Stadium, Port of Spain Nézőszám: 20 353 Játékvezető: Natalie Simon (amerikai) |

| 2025. június 7. 19:00 (UTC–4) |

| Bahama-szigetek | 0–8               | Costa Rica                                                                       |
| --------------- | ----------------- | -------------------------------------------------------------------------------- |
|                 | (0–3) Jegyzőkönyv | Martínez 20' Mora 37' Bran 45+2' Galo 48' Ugalde 51' Madrigal 64' 79' Zamora 90' |

| BFA Technical Centre, Wildey (Barbados) Játékvezető: Reon Radix (grenadai) |

| 2025. június 10. 15:00 (UTC–4) |

| Saint Kitts és Nevis      | 2–3               | Grenada                                    |
| ------------------------- | ----------------- | ------------------------------------------ |
| Simpson 34' Sawyers 90+4' | (1–0) Jegyzőkönyv | Charles-Cook 49' Francis 76' Johnson 90+1' |

| Warner Park, Basseterre Nézőszám: 700 Játékvezető: Cristhofer Corado (guatemalai) |

| 2025. június 10. 19:00 (UTC–6) |

| Costa Rica                | 2–1               | Trinidad és Tobago |
| ------------------------- | ----------------- | ------------------ |
| Mitchell 23' Madrigal 38' | (2–0) Jegyzőkönyv | L. García 58'      |

| Estadio Nacional, San José Nézőszám: 17 000 Játékvezető: Daniel Quintero (mexikói) |

### C csoport
| Hely. | Csapat      | M | Gy | D | V | G+ | G– | Gk  | P  | Továbbjutás                 |     | Curaçao | Haiti | Saint Lucia | Aruba | Barbados |
| ----- | ----------- | - | -- | - | - | -- | -- | --- | -- | --------------------------- | --- | ------- | ----- | ----------- | ----- | -------- |
| 1.    | Curaçao     | 4 | 4  | 0 | 0 | 15 | 2  | +13 | 12 | Továbbjutott a 3. fordulóba |     | —       | —     | 4–0         | —     | 4–1      |
| 2.    | Haiti       | 4 | 3  | 0 | 1 | 11 | 7  | +4  | 9  | Továbbjutott a 3. fordulóba |     | 1–5     | —     | 2–1         | —     | —        |
| 3.    | Saint Lucia | 4 | 1  | 1 | 2 | 5  | 9  | −4  | 4  |                             |     | —       | —     | —           | 2–2   | 2–1      |
| 4.    | Aruba       | 4 | 0  | 2 | 2 | 3  | 10 | −7  | 2  |                             | 0–2 | 0–5     | —     | —           | —     |          |
| 5.    | Barbados    | 4 | 0  | 1 | 3 | 4  | 10 | −6  | 1  |                             | —   | 1–3     | —     | 1–1         | —     |          |

| 2024. június 5. 19:30 (UTC−4) |

| Curaçao                                      | 4–1               | Barbados                      |
| -------------------------------------------- | ----------------- | ----------------------------- |
| Janga 25' 62' 86' (11-esből) Kastaneer 90+2' | (1–0) Jegyzőkönyv | Reid-Stephen 90+2' (11-esből) |

| Ergilio Hato Stadium, Willemstad Nézőszám: 4254 Játékvezető: Iván Barton (salvadori) |

| 2024. június 6. 17:00 (UTC−4) |

| Haiti                 | 2–1               | Saint Lucia |
| --------------------- | ----------------- | ----------- |
| Duverne 47' Nazon 78' | (0–1) Jegyzőkönyv | Elva 18'    |

| Wildey Turf, Wildey (Barbados) Nézőszám: 88 Játékvezető: Ismail Elfath (amerikai) |

| 2024. június 8. 20:00 (UTC−4) |

| Aruba | 0–2               | Curaçao                      |
| ----- | ----------------- | ---------------------------- |
|       | (0–0) Jegyzőkönyv | J. Bacuna 59' Severina 90+6' |

| Complejo Deportivo Guillermo Prospero Trinidad, Oranjestad Játékvezető: César Arturo Ramos (mexikói) |

| 2024. június 9. 17:00 (UTC–4) |

| Barbados         | 1–3               | Haiti                                     |
| ---------------- | ----------------- | ----------------------------------------- |
| Reid-Stephen 73' | (0–2) Jegyzőkönyv | Louicius 12' Lacroix 45+1' Labissiere 84' |

| Wildey Turf, Wildey Játékvezető: Keylor Herrera (Costa Rica-i) |

| 2024. június 11. 15:00 (UTC–4) |

| Saint Lucia                 | 2–2               | Aruba                    |
| --------------------------- | ----------------- | ------------------------ |
| Stanislas 45+2' Pearson 66' | (1–2) Jegyzőkönyv | Bennett 22' Marselia 43' |

| Wildey Turf, Wildey (Barbados) Nézőszám: 42 Játékvezető: Selvin Brown (hondurasi) |

| 2025. március 25. 21:00 (UTC0) |

| Mauritánia | 0–2               | Kongói DK            |
| ---------- | ----------------- | -------------------- |
|            | (0–1) Jegyzőkönyv | Pickel 4' Mayele 83' |

| Nouadhibou Municipal Stadium, Nouadhibou Játékvezető: Mohamed Athoumani (Comore-szigeteki) |

| 2024. június 6. 17:00 |

| Haiti                 | 2–1               | Saint Lucia |
| --------------------- | ----------------- | ----------- |
| Duverne 47' Nazon 78' | (0–1) Jegyzőkönyv | Elva 18'    |

| Wildey Turf, Wildey (Barbados) Nézőszám: 88 Játékvezető: Ismail Elfath (amerikai) |

| 2025. június 7. 17:00 (UTC–4) |

| Aruba | 0–5               | Haiti                                                             |
| ----- | ----------------- | ----------------------------------------------------------------- |
|       | (0–2) Jegyzőkönyv | Jean Jacques 29' Pierrot 35' Providence 61' Nazon 67' Prunier 86' |

| Trinidad Stadion, Oranjestad Nézőszám: 673 Játékvezető: Luis Enrique Santander (mexikói) |

| 2025. június 10. 18:00 (UTC–4) |

| Saint Lucia                        | 2–1               | Barbados     |
| ---------------------------------- | ----------------- | ------------ |
| Elva 42' (11-esből) 90' (11-esből) | (1–1) Jegyzőkönyv | Richards 12' |

| Daren Sammy Cricket Ground, Gros Islet Nézőszám: 144 Játékvezető: Sergio Reyna (guatemalai) |

| 2025. június 10. 18:00 (UTC–4) |

| Haiti       | 1–5               | Curaçao                                                           |
| ----------- | ----------------- | ----------------------------------------------------------------- |
| Deedson 61' | (0–2) Jegyzőkönyv | Kastaneer 12' Gorré 15' Margaritha 69' Felida 89' Antonisse 90+3' |

| Trinidad Stadium, Oranjestad (Aruba) Nézőszám: 115 Játékvezető: Steven Madrigal (Costa Rica-i) |

### D csoport
| Hely. | Csapat     | M | Gy | D | V | G+ | G– | Gk | P  | Továbbjutás                 |     | Panama | Nicaragua | Guyana | Montserrat (sziget) | Belize |
| ----- | ---------- | - | -- | - | - | -- | -- | -- | -- | --------------------------- | --- | ------ | --------- | ------ | ------------------- | ------ |
| 1.    | Panama     | 4 | 4  | 0 | 0 | 10 | 1  | +9 | 12 | Továbbjutott a 3. fordulóba |     | —      | 3–0       | 2–0    | —                   | —      |
| 2.    | Nicaragua  | 4 | 3  | 0 | 1 | 9  | 4  | +5 | 9  | Továbbjutott a 3. fordulóba |     | —      | —         | 1–0    | 4–1                 | —      |
| 3.    | Guyana     | 4 | 2  | 0 | 2 | 6  | 4  | +2 | 6  |                             |     | —      | —         | —      | 3–0                 | 3–1    |
| 4.    | Montserrat | 4 | 1  | 0 | 3 | 3  | 10 | −7 | 3  |                             | 1–3 | —      | —         | —      | 1–0                 |        |
| 5.    | Belize     | 4 | 0  | 0 | 4 | 1  | 10 | −9 | 0  |                             | 0–2 | 0–4    | —         | —      | —                   |        |

| 2024. június 5. 20:00 (UTC−6) |

| Nicaragua                                     | 4–1               | Montserrat |
| --------------------------------------------- | ----------------- | ---------- |
| Moreno 3' Arteaga 23' Montes 69' Medina 90+3' | (2–1) Jegyzőkönyv | Barzey 9'  |

| Estadio Nacional, Managua Nézőszám: 14 320 Játékvezető: Tori Penso (amerikai) |

| 2024. június 6. 19:30 (UTC−5) |

| Panama                     | 2–0               | Guyana |
| -------------------------- | ----------------- | ------ |
| Martínez 62' Rodríguez 65' | (0–0) Jegyzőkönyv |        |

| Estadio Rommel Fernandez, Panamaváros Nézőszám: 8575 Játékvezető: Filiberto Martinez (salvadori) |

| 2024. június 8. 18:00 (UTC–6) |

| Belize | 0–4               | Nicaragua                                |
| ------ | ----------------- | ---------------------------------------- |
|        | (0–1) Jegyzőkönyv | Hernandez 40' 65' Barrera 56' Moreno 89' |

| FFB Field, Belmopan Játékvezető: Bryan López (guatemalai) |

| 2024. június 9. 19:00 (UTC–6) |

| Montserrat | 1–3               | Panama                              |
| ---------- | ----------------- | ----------------------------------- |
| Simon 49'  | (0–1) Jegyzőkönyv | Welch 41' Fajardo 62' Rodríguez 71' |

| Estadio Nacional, Managua (Nicaragua) Nézőszám: 155 Játékvezető: Ismael Cornejo (salvadori) |

| 2024. június 11. 18:00 (UTC–4) |

| Guyana                   | 3–1               | Belize        |
| ------------------------ | ----------------- | ------------- |
| Moore 66' 72' Gordon 67' | (0–0) Jegyzőkönyv | Bernárdez 89' |

| Wildey Turf, Wildey (Barbados) Nézőszám: 110 Játékvezető: Reon Radix (grenadai) |

| 2025. június 4. 17:00 (UTC–4) |

| Montserrat | 1–0               | Belize |
| ---------- | ----------------- | ------ |
| Rogers 2'  | (1–0) Jegyzőkönyv |        |

| Ato Boldon Stadion, Couva (Trinidad és Tobago) Nézőszám: 93 Játékvezető: Kimbell Ward (St. Kitts és Nevis-i) |

| 2025. június 6. 20:00 (UTC–6) |

| Nicaragua  | 1–0               | Guyana |
| ---------- | ----------------- | ------ |
| Moreno 41' | (1–0) Jegyzőkönyv |        |

| Estadio Nacional, Managua Nézőszám: 18 532 Játékvezető: Ekaterina Koroleva (amerikai) |

| 2025. június 7. 19:00 (UTC–6) |

| Belize | 0–2               | Panama                   |
| ------ | ----------------- | ------------------------ |
|        | (0–1) Jegyzőkönyv | Escobar 10' Guerrero 50' |

| FFB Field, Belmopan Játékvezető: Julio Luna (guatemalai) |

| 2025. június 10. 20:00 (UTC−4) |

| Guyana                                  | 3–0               | Montserrat |
| --------------------------------------- | ----------------- | ---------- |
| Ferguson 35' De Rosario 38' Glasgow 72' | (2–0) Jegyzőkönyv |            |

| Synthetic Track and Field Facility, Leonora Nézőszám: 530 Játékvezető: Ricangel de Leça (arubai) |

| 2025. június 10. 19:00 (UTC−5) |

| Panama                         | 3–0               | Nicaragua |
| ------------------------------ | ----------------- | --------- |
| Yanis 56' Díaz 88' Davis 90+3' | (0–0) Jegyzőkönyv |           |

| Estadio Rommel Fernandez, Panamaváros Nézőszám: 23 000 Játékvezető: Ismael López (mexikói) |

### E csoport
| Hely. | Csapat                | M | Gy | D | V | G+ | G– | Gk  | P  | Továbbjutás                 |     | Jamaica | Guatemala | Dominikai Köztársaság | Dominikai Közösség | Brit Virgin-szigetek |
| ----- | --------------------- | - | -- | - | - | -- | -- | --- | -- | --------------------------- | --- | ------- | --------- | --------------------- | ------------------ | -------------------- |
| 1.    | Jamaica               | 4 | 4  | 0 | 0 | 8  | 2  | +6  | 12 | Továbbjutott a 3. fordulóba |     | —       | 3–0       | 1–0                   | —                  | —                    |
| 2.    | Guatemala             | 4 | 3  | 0 | 1 | 13 | 5  | +8  | 9  | Továbbjutott a 3. fordulóba |     | —       | —         | 4–2                   | 6–0                | —                    |
| 3.    | Dominikai Köztársaság | 4 | 2  | 0 | 2 | 11 | 5  | +6  | 6  |                             |     | —       | —         | —                     | 5–0                | 4–0                  |
| 4.    | Dominikai Közösség    | 4 | 1  | 0 | 3 | 5  | 14 | −9  | 3  |                             | 2–3 | —       | —         | —                     | 3–0                |                      |
| 5.    | Brit Virgin-szigetek  | 4 | 0  | 0 | 4 | 0  | 11 | −11 | 0  |                             | 0–1 | 0–3     | —         | —                     | —                  |                      |

| 2024. június 5. 20:00 (UTC−6) |

| Guatemala                                                   | 6–0               | Dominikai Közösség |
| ----------------------------------------------------------- | ----------------- | ------------------ |
| Galindo 4' 48' Yanes 27' Rubin 58' Martínez 78' Morales 83' | (2–0) Jegyzőkönyv |                    |

| Estadio Doroteo Guamuch Flores, Guatemalaváros Nézőszám: 18 313 Játékvezető: Víctor Cáceres Hernández (mexikói) |

| 2024. június 6. 15:30 (UTC−5) |

| Jamaica       | 1–0               | Dominikai Köztársaság |
| ------------- | ----------------- | --------------------- |
| Nicholson 17' | (1–0) Jegyzőkönyv |                       |

| Independence Park, Kingston Nézőszám: 9266 Játékvezető: Drew Fischer (kanadai) |

| 2024. június 8. 15:00 (UTC−4) |

| Brit Virgin-szigetek | 0–3               | Guatemala                             |
| -------------------- | ----------------- | ------------------------------------- |
|                      | (0–2) Jegyzőkönyv | Castellanos 23' Rubin 45+4' Pinto 47' |

| A. O. Shirley Recreation Ground, Road Town Játékvezető: Kwinsi Williams (Trinidad és Tobagó-i) |

| 2024. június 9. 15:00 (UTC−4) |

| Dominikai Közösség   | 2–3               | Jamaica                                |
| -------------------- | ----------------- | -------------------------------------- |
| George 83' Jules 89' | (0–2) Jegyzőkönyv | Nicholson 31' 80' (11-esből) Dixon 43' |

| Windsor Park, Roseau Nézőszám: 6500 Játékvezető: Fernando Guerrero (mexikói) |

| 2024. június 11. 20:00 (UTC−4) |

| Dominikai Köztársaság                    | 4–0               | Brit Virgin-szigetek |
| ---------------------------------------- | ----------------- | -------------------- |
| Núñez 2' 31' Romero 15' (11-esből) 90+3' | (3–0) Jegyzőkönyv |                      |

| Estadio Panamericano, San Cristóbal Nézőszám: 1100 Játékvezető: Adonai Escobedo (mexikói) |

| 2025. június 4. 15:00 (UTC+4) |

| Dominikai Közösség        | 3–0               | Brit Virgin-szigetek |
| ------------------------- | ----------------- | -------------------- |
| Laville 29' 75' Jules 35' | (2–0) Jegyzőkönyv |                      |

| Windsor Park, Roseau Nézőszám: 754 Játékvezető: Karen Hernández (mexikói) |

| 2025. június 6. 20:30 (UTC+6) |

| Guatemala                     | 4–2               | Dominikai Köztársaság   |
| ----------------------------- | ----------------- | ----------------------- |
| Santis 6' 59' 62' Samayoa 53' | (1–2) Jegyzőkönyv | Romero 16' Mörschel 36' |

| Estadio Cementos Progreso, Guatemalaváros Nézőszám: 13 642 Játékvezető: Guido Gonzales Jr. (amerikai) |

| 2025. június 7. 15:00 (UTC+4) |

| Brit Virgin-szigetek | 0–1               | Jamaica   |
| -------------------- | ----------------- | --------- |
|                      | (0–1) Jegyzőkönyv | Brown 17' |

| A. O. Shirley Recreation Ground, Road Town Nézőszám: 1060 Játékvezető: Bryan López (guatemalai) |

| 2025. június 10. 19:00 (UTC+4) |

| Dominikai Köztársaság                                         | 5–0               | Dominikai Közösség |
| ------------------------------------------------------------- | ----------------- | ------------------ |
| Romero 16' Kaparos 33' Dollenmayer 39' Reyes 44' González 89' | (4–0) Jegyzőkönyv |                    |

| Félix Sánchez Olimpiai Stadion, Santo Domingo Nézőszám: 6850 Játékvezető: Marianela Araya (Costa Rica-i) |

| 2025. június 10. 18:00 (UTC+5) |

| Jamaica                   | 3–0               | Guatemala |
| ------------------------- | ----------------- | --------- |
| Russell 26' Brown 37' 73' | (2–0) Jegyzőkönyv |           |

| Independence Park, Kingston Nézőszám: 7000 Játékvezető: David Gómez (Costa Rica-i) |

### F csoport
| Hely. | Csapat                                | M | Gy | D | V | G+ | G– | Gk  | P  | Továbbjutás                 |     | Suriname | Salvador | Puerto Rico | Saint Vincent és a Grenadine-szigetek | Anguilla |
| ----- | ------------------------------------- | - | -- | - | - | -- | -- | --- | -- | --------------------------- | --- | -------- | -------- | ----------- | ------------------------------------- | -------- |
| 1.    | Suriname                              | 4 | 3  | 1 | 0 | 10 | 2  | +8  | 10 | Továbbjutott a 3. fordulóba |     | —        | —        | 1–0         | 4–1                                   | —        |
| 2.    | Salvador                              | 4 | 2  | 2 | 0 | 7  | 2  | +5  | 8  | Továbbjutott a 3. fordulóba |     | 1–1      | —        | 0–0         | —                                     | —        |
| 3.    | Puerto Rico                           | 4 | 2  | 1 | 1 | 10 | 2  | +8  | 7  |                             |     | —        | —        | —           | 2–1                                   | 8–0      |
| 4.    | Saint Vincent és a Grenadine-szigetek | 4 | 1  | 0 | 3 | 9  | 9  | 0   | 3  |                             | —   | 1–3      | —        | —           | 6–0                                   |          |
| 5.    | Anguilla                              | 4 | 0  | 0 | 4 | 0  | 21 | −21 | 0  |                             | 0–4 | 0–3      | —        | —           | —                                     |          |

| 2024. június 5. 18:00 (UTC−3) |

| Suriname                                                      | 4–1               | Saint Vincent és a Grenadine-szigetek |
| ------------------------------------------------------------- | ----------------- | ------------------------------------- |
| Becker 39' (11-esből) Hilterman 45+2' Lonwijk 46' Montnor 70' | (2–1) Jegyzőkönyv | Anderson 31'                          |

| Franklin Essed Stadion, Paramaribo Nézőszám: 3220 Játékvezető: Joe Dickerson (amerikai) |

| 2024. június 6. 20:30 (UTC−6) |

| Salvador | 0–0         | Puerto Rico |
| -------- | ----------- | ----------- |
|          | Jegyzőkönyv |             |

| Estadio Cuscatlan, San Salvador Nézőszám: 10 851 Játékvezető: Saíd Martínez (hondurasi) |

| 2024. június 8. 15:30 (UTC−4) |

| Anguilla | 0–4               | Suriname                                    |
| -------- | ----------------- | ------------------------------------------- |
|          | (0–1) Jegyzőkönyv | Conraad 10' 75' Pinas 62'Austin 88' (öngól) |

| Raymond E. Guishard Technical Centre, The Valley Nézőszám: 600 Játékvezető: Hakeem Harvey (Saint Kitts és Nevis-i) |

| 2024. június 9. 16:00 (UTC−3) |

| Saint Vincent és a Grenadine-szigetek | 1–3         | Salvador                             |
| ------------------------------------- | ----------- | ------------------------------------ |
| Anderson 43'                          | Jegyzőkönyv | Henríquez 10' Tejada 60' Bonilla 83' |

| Franklin Essed Stadion, Paramaribo (Suriname) Nézőszám: 200 Játékvezető: Shavin Greene (guyanai) |

| 2024. június 11. 20:00 (UTC−4) |

| Puerto Rico                                                                                     | 8–0               | Anguilla |
| ----------------------------------------------------------------------------------------------- | ----------------- | -------- |
| De León 20' (11-esből) 51' Ydrach 31' W. Rivera 48' 65' L. Antonetti 59' Ríos 71' Cardona 90+1' | (2–0) Jegyzőkönyv |          |

| Juan Ramon Loubriel Stadium, Bayamón Pueblo Nézőszám: 10 000 Játékvezető: Oshane Nation (jamaicai) |

| 2025. június 4. |

| Saint Vincent és a Grenadine-szigetek | –           | Anguilla |
| ------------------------------------- | ----------- | -------- |
|                                       | Jegyzőkönyv |          |

|  |

| 2025. június 6. |

| Suriname | –           | Puerto Rico |
| -------- | ----------- | ----------- |
|          | Jegyzőkönyv |             |

|  |

| 2025. június 7. |

| Anguilla | –           | Salvador |
| -------- | ----------- | -------- |
|          | Jegyzőkönyv |          |

|  |

| 2025. június 10. |

| Puerto Rico | –           | Saint Vincent és a Grenadine-szigetek |
| ----------- | ----------- | ------------------------------------- |
|             | Jegyzőkönyv |                                       |

|  |

| 2025. június 10. |

| Salvador | –           | Suriname |
| -------- | ----------- | -------- |
|          | Jegyzőkönyv |          |

|  |